# Ораниенбаум (люгер, 1829)
«Ораниенба́ум» — люгер Балтийского флота Российской империи.

## Описание судна
12-пушечный трёхмачтовый люгер специальной постройки. Длина судна между перпендикулярами по сведениям из различных источников составляла от 19,8 до 19,81 метра, ширина от 6,7 до 6,71 метра, а глубина интрюма от 3,6 до 3,61 метра.

## История службы
Люгер был заложен 22 апреля (4 мая) 1829 года на Охтенской верфи, спущен на воду 9 (21) ноября 1829 года и вошёл в состав Балтийского флота. Строительство вёл корабельный мастер В. Ф. Стоке. С 1830 по 1833 год люгер ходил в практические плавания в Балтийском море и Финском заливе. В 1834 году заходил в российские и иностранные порты для знакомства с театром начальника Главного Морского штаба А. С. Меншикова и участвовал в манёврах. 30 августа, во время открытия памятника Александру I, корабль стоял на Неве.
В 1835 и 1836 годах корабль ходил в практические плавания, а в 1837 году был тимберован на Охтенской верфи, после чего, в 1838 и 1839 снова ходил в практические плавания. В 1838 году люгер «Ораниенбаум», плавал до Свинемюнде, откуда на буксире парохода «Геркулес» сопровождал императора Николая I в Стокгольм.
В 1840 и 1841 годах люгер совершил поход в Свинемюнде и Киль, а в 1842 году вновь ходил в практические плавания.
В 1843 и 1844 годах на корабле проходили практику сыновья Николая I — великие князья Николай, Михаил и Константин. В это время «Ораниенбаум» ходил в Финском заливе. В 1846 и 1847 годах корабль ходил в практические плавания в Балтийском море и Финском заливе, а в конце 1848 года был разобран.

## Командиры
Люгер «Ораниенбаум» в разное время ходил под командованием следующих капитанов:
1. 1829 — Л. А. Домашенко.
2. 1830—1831 — П. В. Былим-Колосовский.
3. 1832—1833 — И. И. фон Шанц.
4. До июня 1834 — Ф. Д. Нордман.
5. С июня 1834 по 1835 — П. М. Муравьёв.
6. 1836—1838 — В. А. фон Глазенап.
7. 1839—1842 — Н. П. Акулов.
8. 1843—1844 — капитан-лейтенант В. Е. Развозов.
9. 1846—1847 — А. А. Апраксин.
10. 1848 — М. А. Бутаков.